# Liste von Figuren und Episoden des Kasperltheaters des Wiener Urania-Puppentheaters
Figuren und Episoden des Kasperltheaters des Wiener Urania-Puppentheaters.

## Figuren des Kasperltheaters
| Handpuppe                                     | Haupt/Nebenfigur | Episode                     | Bemerkungen |
| --------------------------------------------- | ---------------- | --------------------------- | --- |
| Kasperl                                       | Hauptfigur       | Alle Episoden               | Die Hauptfigur - der Kasperl.                                                                                        |
| Pezi                                          | Hauptfigur       | Alle Episoden               | Die Hauptfigur - der kleine Bär.                                                                                     |
| Großmutti                                     | Hauptfigur       |                             | Die Großmutter von Kasperl und Pezi                                                                                  |
| Onkel Rappelkopf                              | Hauptfigur       | Die Großfüßler kommen       | Der Onkel von Kasperl und Pezi und der Bruder(?) der Großmutti                                                       |
| Alte Kreszentia                               | Nebenfigur       |                             | |
| Drache Dagobert                               | Hauptfigur       | Dagobert und Lalobe         | Vater des Drachenmädchens Lalobe                                                                                     |
| Drache Lalobe                                 | Hauptfigur       | Dagobert und Lalobe         | Mädchendrache |
| Herr Bürgermeister, der Märchenstadt          | Nebenfigur       |                             | |
| Frau Bürgermeister, Amalia                    | Nebenfigur       |                             | |
| Doktor Servatius, Vizebürgermeister           | Hauptfigur       | Wenn der Wecker 3x klingelt | |
| Roswitha ("Rosl"), Reinigungskraft im Rathaus | Hauptfigur       |                             | Kann dem Doktor Servatius nie gut genug reinigen und streitet daher mit ihm ständig.                                 |
| Stadtschreiber, Herr Stefan                   | Nebenfigur       |                             | |
| Feuerwehrhauptmann Wasserl                    | Nebenfigur       | Wenn der Wecker 3x klingelt | |
| Oberhexe Okultatia                            | Nebenfigur       | Das echte Gold              | |
| Zauberer Kurukux                              | Hauptfigur       |                             | Obwohl tendenziell eher den Guten zuzurechnen, wird er ständig speziell von der Hexe Serafine zu Untaten "gezwungen" |
| Hexe Serafine                                 | Hauptfigur       |                             | Versucht ständig, Lalobe zu entführen                                                                                |
| Zauberer Giraldo                              | Nebenfigur       |                             | |
| Hexlein Auguste                               | Nebenfigur       | Was ist los mit Dagobert    | |
| Knusperhexe                                   | Nebenfigur       |                             | Eine grundsätzlich positive Figur.                                                                                   |
| Märchenfee                                    | Nebenfigur       |                             | |
| Geist des Goldes                              | Nebenfigur       | Das echte Gold              | Böser Geist, dessen Berührung Leute gierig und selbstsüchtig macht, kann aber Freunden nichts anhaben                |
| Die Alte Walpurga                             | Nebenfigur       | Das Burggespenst            | Hellseherin |
| Zauberer Zorobox, genannt "Zwiebelduft"       | Nebenfigur       | Dagobert in großer Gefahr   | böser Zauberer, der in einem unterirdischen Schloss lebt. Musik und Zwiebelgeruch schwächen ihn.                     |

## Kasperl & Pezi Episodenliste
| Episode                             | Hauptfiguren                                                            | Handlungsort                                                         | Jahr | Bemerkungen |
| ----------------------------------- | ----------------------------------------------------------------------- | -------------------------------------------------------------------- | ---- | --- |
| Der Liebestrank                     |                                                                         |                                                                      |      | |
| Abenteuer im Felsental              |                                                                         | Wohnung von Onkel Rappelkopf, Felsental, Höhle des Zauberers Zorobox |      | Ausgerüstet mit Zwiebel und Spieluhr will Pezi Dagobert aus der Höhle des Zauberers Zorobox befreien.                                 |
| Ich kann fast nix dafür             | Onkel Rappelkopf, Dr. Servatius, Bürgermeister                          |                                                                      |      | Pezi erschafft mit einer Maschine von Onkel Rappelkopf aus Versehen lauter Pezis.                                                     |
| Der Schatz im Kasperlhaus           | Bürgermeister, Feuerwehrleute                                           | Rathaus, Kasperlhaus                                                 |      | Der Bürgermeister will das Kasperlhaus abreißen lassen, um an einen Schatz zu gelangen.                                               |
| Der Wettermacher                    | Meister Wettermacher, Märchenfee                                        |                                                                      |      | Pezi spielt mit der Wetteruhr des Wettermachers                                                                                       |
| Der Ausreißer                       |                                                                         |                                                                      |      | Ein Graf will ein Einhorn fangen, Pezi versteckt es.                                                                                  |
| Das echte Gold                      | Hexe Serafine, Hexe Okoltatia, Geist des Goldes                         |                                                                      |      | Die Hexen Serafine und Okoltatia rufen den Geist des Goldes, der Leute habgierig macht.                                               |
| Wenn der Wecker 3x klingelt         | Dr Servatius, Großmutter                                                | Märchenstadt, Rathaus, Stadtbrunnen                                  |      | Ein Zettel mit der unvollständigen Notiz "Wenn der Wecker 3x klingelt..." führt zu einem Weckerverbot.                                |
| Rosl, wo bist du                    |                                                                         | Rathaus                                                              |      | |
| Oh Dagobert, oh Dagobert!           | Dagobert                                                                |                                                                      |      | |
| Die Hexe Dagobert                   | Dagobert                                                                |                                                                      |      | |
| Es war so gut gemeint               |                                                                         |                                                                      |      | |
| Die Märchenliese                    | Liese                                                                   |                                                                      |      | Ein verträumtes Mädchen macht sich auf ins Märchenland.                                                                               |
| Die gute Idee                       |                                                                         |                                                                      |      | Der Bürgermeister erlässt ein Gesetz, das die Besitzer von dreckigen Orten verpflichtet, den Müll selbst zu beseitigen.               |
| Das gefangene Amalchen              |                                                                         |                                                                      |      | |
| Das tollste Theater aller Zeiten    |                                                                         |                                                                      |      | |
| Das Pflegekind                      |                                                                         |                                                                      |      | Pezi kümmert sich heimlich um einen riesigen Bären.                                                                                   |
| Das Burggespenst                    | Alte Walpurga, Onkel Rappelkopf                                         | Burgruine Felsenstein                                                |      | Kasperl und Pezi wollen herausfinden, wer als Gespenst verkleidet die Burgruine unsicher macht.                                       |
| Das Hexenei                         | Hexe Serafine, Zauberer Kurukux                                         | Drachenhöhle, Schloss von Serafine                                   |      | Hexe Serafine will Dagobert mit einem verhexten Ei einschläfern.                                                                      |
| Der Hauptgewinn                     |                                                                         |                                                                      |      | |
| Zauberei im Kasperlhaus             |                                                                         |                                                                      |      | Onkel Rappelkopf glaubt, sein neues Tagebuch sei eine Art Zauberbuch, das alles wahr macht, was man hineinschreibt.                   |
| Das goldene Ei                      |                                                                         |                                                                      |      | Kasperl und Pezi finden eine Schatzkarte                                                                                              |
| Das doppelte Fröschchen             |                                                                         |                                                                      |      | |
| Dagobert in großer Gefahr           | Dagobert                                                                |                                                                      |      | |
| Die Zauberlehrlinge                 |                                                                         |                                                                      |      | |
| Der Sängerinnenkrieg                | Hexe Serafina, Oberhexe Okultatia, Zauberer Kurukux, Frau Bürgermeister |                                                                      |      | |
| Die Falle                           |                                                                         |                                                                      |      | |
| Seltsam ist die Rosl heute          | Hexe Okoltatia, Rosl, Bürgermeister                                     |                                                                      |      | Okoltatia nimmt Rosl's Gestalt an |
| Wer fürchtet sich vor Meister Lampe | Meister Lampe, Meister Wolf, Rotkäppchen, Familie Lampe                 |                                                                      |      | |
| Das große Heulen                    | Knusperhexe, Serafine, Kurukux, Dr. Servatius                           | Rathaus, Schloss von Serafine, Drachenhöhle                          |      | Die Knusperhexe sowie Serafine und Kurukux hören ständig ein unheimliches Heulen.                                                     |
| Das Geheimnis der Feuerblume        |                                                                         |                                                                      |      | |
| Der Liebestrank                     |                                                                         |                                                                      |      | |
| Der Salzklau                        |                                                                         | Rathaus                                                              |      | Pezi befreit unabsichtlich die Hexe Salzklau, die mit ihrer Berührung Leute zum Weinen bringt, um die salzigen Tränen aufzuschlecken. |
| Pack die Badehose ein               |                                                                         | Märchensee                                                           |      | |
| Pezi und Kaspunzl                   |                                                                         | Werkstatt von Onkel Rappelkopf                                       |      | Kasperl wird in einer Maschine von Onkel Rappelkopf geschrumpft.                                                                      |
| Der siebente Zwerg                  |                                                                         |                                                                      |      | Der siebente Zwerg aus Schneewittchen hat sich an der Dornröschen-Spindel gestochen.                                                  |
| Das große Ha-La-Li                  |                                                                         |                                                                      |      | |
| Das Wunderkraut                     |                                                                         |                                                                      |      | |
| Hilfe, die Großfüße kommen          | Dr Servatius                                                            | Märchenstadt, Rathaus                                                |      | Der Fund eines riesigen Stiefels löst Panik vor einem Angriff von Riesen aus.                                                         |
| Gefährliche Süßigkeiten             |                                                                         |                                                                      |      | Ein giftiges Bonbon lässt Pezi glauben, ein Kinderentführer sei sein bester Freund.                                                   |
| Eins und Eins sind Drei             | Dagobert                                                                | Schwarze Höhle                                                       |      | Dagobert lernt eine Drachendame kennen                                                                                                |
| Was ist los mit Dagobert            | Dagobert, Hexlein Auguste                                               |                                                                      |      | Dagobert wird vom Hexlein Auguste hypnotisiert.                                                                                       |
| Der Unsichtbare                     |                                                                         |                                                                      |      | |
| Was zuviel ist, ist zuviel          |                                                                         |                                                                      |      | |
| Pezi´s unheimliche Fähigkeiten      |                                                                         |                                                                      |      | |
| Ping Pong Platsch                   |                                                                         |                                                                      |      | Kasperl und Pezi bauen eine Räuberfalle, landen aber selbst darin.                                                                    |
| Dagobert und Lalobe                 | Dagobert, Lalobe                                                        |                                                                      |      | Zauberer Kusuf hat Dagobert vergiftet, um Lalobe zu entführen                                                                         |
| Ohne Fleiss, viel Schweiss          |                                                                         |                                                                      |      | Pezi will sich von einem Zauberer gute Noten wünschen, muss aber zuerst drei anstrengende Prüfungen ablegen.                          |
| Das Lied der Weihnacht              |                                                                         |                                                                      |      | |
| Ein Abenteuer mit Dagobert          | Dagobert, Blasius, Xantippia                                            |                                                                      |      | Zauberer Blasius hat Dagobert für seine Frau Xantippia entführt, die aber Lalobe als Haustier will.                                   |
| Kasperl, wieso bist du so Grün      |                                                                         |                                                                      |      | Hexe Kräuterbutter verwandelt Kasperl in einen Frosch.                                                                                |
| Im Wald da sind die Räuber          | Dr. Servatius                                                           | Rathaus, Wald                                                        |      | Kasperl und Pezi bauen eine Falle für einen Wurstdieb. Neuverfilmung von "Ping Pong Platsch"                                          |
| Superkaspi und Peziman              |                                                                         |                                                                      |      | Verkleidet als Superhelden wollen Kasperl und Pezi das Buch der Märchenfee zurückholen, als die 13. Fee damit die Märchen umschreibt. |